# NGC 7500
NGC 7500 (również PGC 70620 lub UGC 12399) – galaktyka soczewkowata (S0), znajdująca się w gwiazdozbiorze Pegaza. Odkrył ją Lewis A. Swift 8 sierpnia 1886 roku.